# Batyrevsky (huyện)
Huyện Batyrevsky (tiếng Nga: ? райо́н) là một huyện hành chính tự quản (raion), của Chuvashia, Nga. Huyện có diện tích 944 kilômét vuông. Trung tâm của huyện đóng ở Batyrevo.